# Ґробиці
Ґробиці (пол. Grobice) — село в Польщі, у гміні Хинув Груєцького повіту Мазовецького воєводства.
Населення — 311 осіб (2011).
У 1975-1998 роках село належало до Радомського воєводства.

## Демографія
Демографічна структура станом на 31 березня 2011 року:
|          | Загалом | Допрацездатний вік | Працездатний вік | Постпрацездатний вік |
| -------- | ------- | ------------------ | ---------------- | -------------------- |
| Чоловіки | 160     | 31                 | 118              | 11                   |
| Жінки    | 151     | 30                 | 88               | 33                   |
| Разом    | 311     | 61                 | 206              | 44                   |